# Orden des Knoten

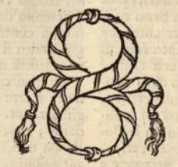
Emblem des Ordens des Knoten

Der Orden des Heiligen Geistes, nach seinem Emblem auch Orden des Knotens, Orden vom Knoten, Orden von dem Knoten sowie Orden von der Bandschleife, teilweise mit dem Zusatz „in Neapel“ oder „von Neapel“ (italienisch Ordine del Nodo o del Santo Spirito, lateinisch Ordo Nodi insignis) genannt, war ein neapolitanischer Ritterorden. Ihre Mitglieder wurden Knotenritter genannt. Der Ritterorden überlebte nicht lange den Tod seines Gründers Ludwig von Tarent († 1362).

## Geschichte

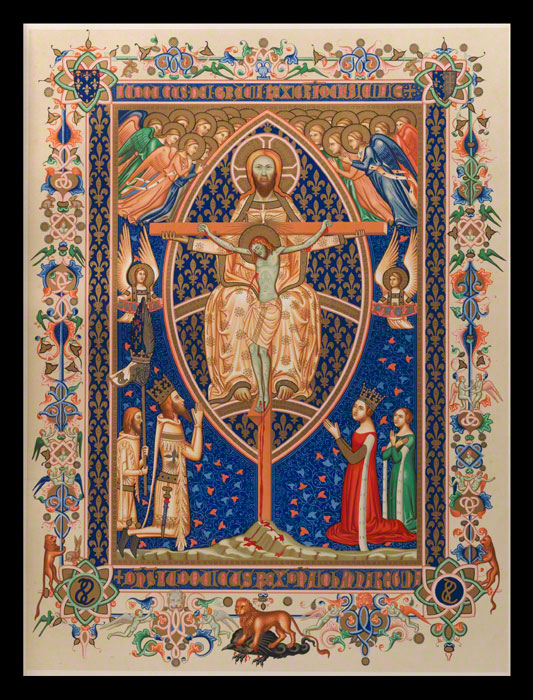
Statutentitelseite

Zwischen dem 25. und 27. Mai 1352 wurde der Fürst von Tarent, Ludwig aus dem älteren Haus Anjou als zweiter Mann von Königin Johanna I. von Neapel von Papst Clemens VI. zum König von Neapel und zum Mitregenten gekrönt. An Pfingsten desselben Jahres (28. Mai) ordnete Ludwig ein Fest in Erinnerung an seine Krönung an. Noch am selben Tag gründete er den Orden und die Kompanie des Knotens.
Geehrt wurden die vornehmsten und tapfersten Herren des Königreichs Neapel. Anwesend waren Robert von Tarent (älterer Bruder von Ludwig), Bernabò Visconti von Mailand, Guglielmo del Balzo (Conte di Nola), Luigi Sanseverino, Francesco Loffredo, Roberto Seripando, Gurello del Tocco, Giacomo Caracciolo, Giovanni di Burgenza, Giovannello Bozzuto und Cristofaro di Costanzo.

## Ordenskleidung

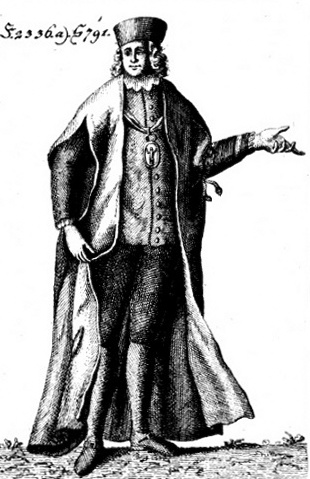
Ordenskleidung

Die Ordenskleidung, als Giornea (tagsüber, wahrscheinlich im Sinne von „Alltagsrobe“) bezeichnet, bestand aus einem ärmellosen weißen „Habit“ und einem „Barett“ (siehe Abbildung rechts). Die Farbe „weiß“ symbolisierte die Reinheit im Glauben und in der Ehre der Ritter.
Freitags mussten die Ritter einen schwarzen Umhang mit einem weißen Seidenknoten ohne Gold, Silber oder Perlen tragen, um an die Passion Jesu Christi zu erinnern.

## Ordensdekoration
Die einzig erlaubte Dekoration war ein Knoten aus purpurnen und goldroten Seidenfäden, der vom König nach dem Treueid und nach Wahl an der Brust oder am Arm des Ritters befestigt wurde. Unter dem Knoten befand sich das aufgestickte Motto „Se Dieu Plait“ (so Gott will). Das gleiche Motto, mit dem Namen des Ritters daneben, wurde auf dem Schwertknauf eingraviert.

## Ordensregel

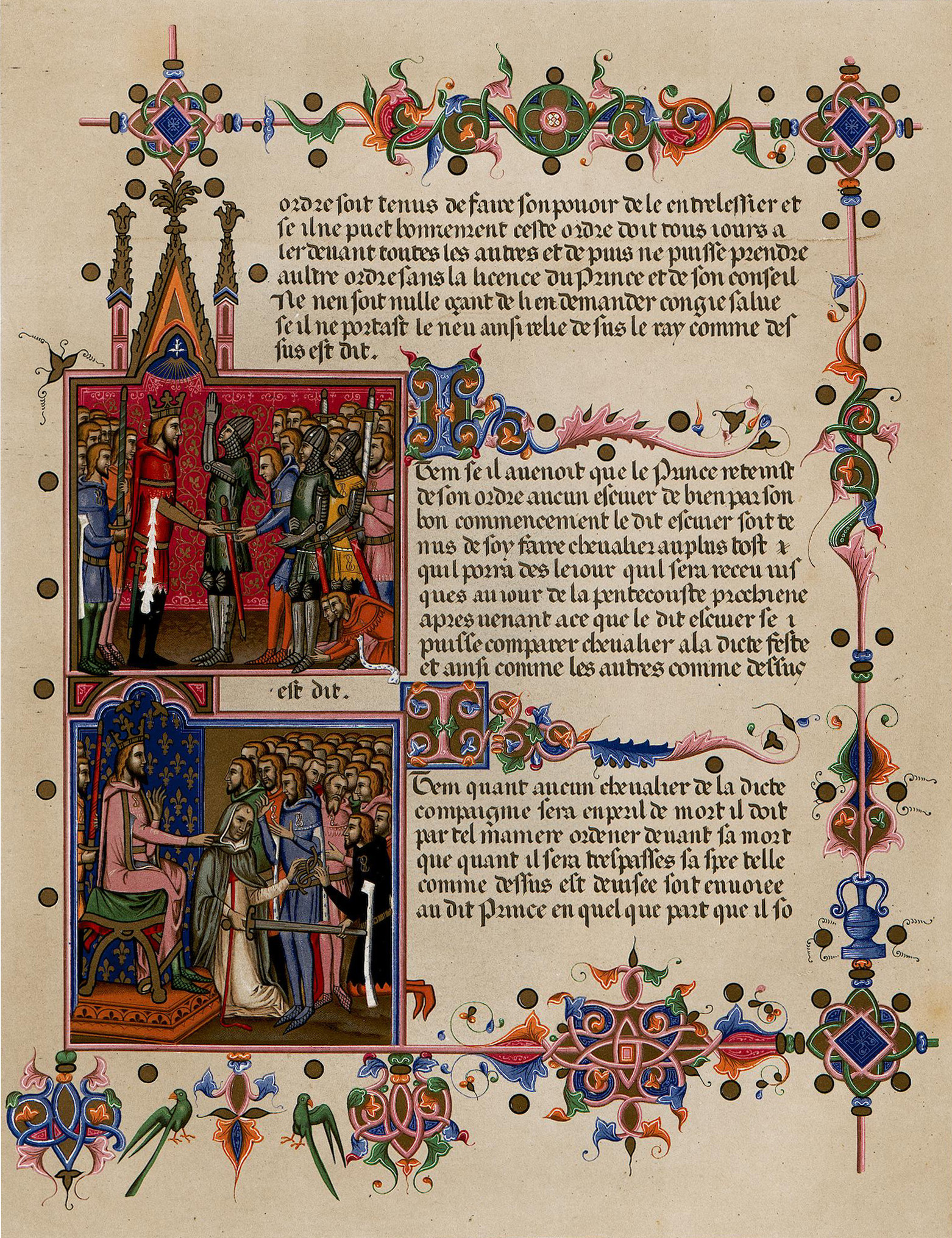
Statuten, Folio 8v.

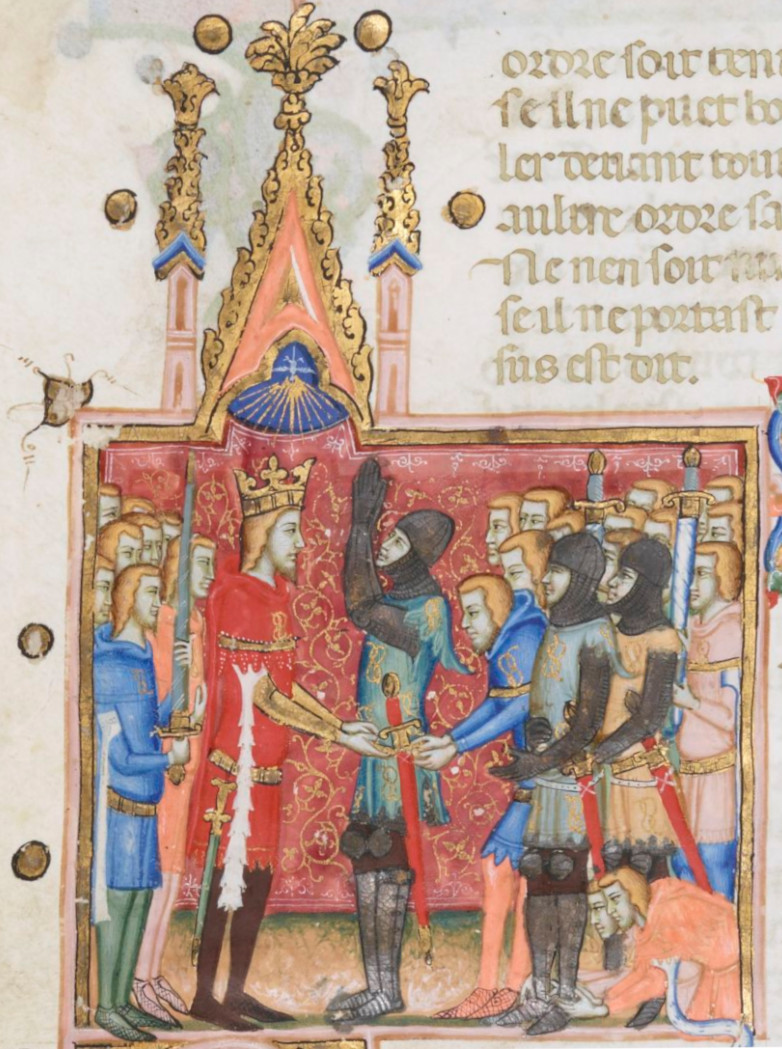
Investitur eines Ritters (Ausschnitt). Das goldene Knotenemblem des Ordens wurde von den Mitgliedern sichtbar an der Brust getragen.

Der Orden des Knotens oder des Heiligen Geistes war ein höfischer Orden, der mit der Dynastie verbunden war, die im Königreich Neapel regierte und den religiösen Regeln Basilius' des Großen folgte. Die Anerkennung der Kirche erfolgte durch den päpstlichen Brief Papst Clemens' VI.
Diesem Ritterorden sind die entsprechenden Statuten beigefügt, die in 24 Kapitel unterteilt sind und die Hauptpflichten der Knotenritter enthalten. Das oberste Oberhaupt des Ordens war Ludwig von Tarent selbst, der nur das Recht hatte, neue Ritter zu ernennen.
Absoluter Fastentag war der Freitag. Die Nichteinhaltung der letztgenannten Vorschrift bedeutete, dass der Ritter verpflichtet war, drei Bettler zu verköstigen (drei zu Ehren und zum Lob der Heiligen Dreifaltigkeit).
Die Statuten legten die Fälle fest, in denen ein Ritter seinen Knoten lösen konnte: Bei schwerer Verletzung durch den Feind im Kampf; in einem fairen Kampf mit einer Anzahl von Feinden, die nicht geringer waren als die seiner Gefährten, die zuerst vorgerückt waren, um den Gegner zu verletzen, die Flagge zu erobern oder zu Boden zu bringen oder den Kapitän der Feinde gefangen zu nehmen. Der gelöste Knoten wurde vom Ritter als Pilger nach Jerusalem gebracht und am Heiligen Grab mit der Aufschrift seines Namens an einer gut sichtbaren Stelle angebracht. Erst dann konnte der Knoten wieder geknüpft werden, mit einer Feuerzunge darauf, gekrönt mit dem Namen des Ritters unter dem neuen Motto: „a pleut à Dieu“ (Gott hat es gewollt).
Jedes Jahr an Pfingsten mussten die weißbekleideten Ritter dem Großmeister (König) eine schriftliche Darstellung der Waffenereignisse vorlegen, an denen sie teilgenommen hatten. Wertvolle, erwähnenswerte Taten wurden dann in dem Register „Livre des Avvenements“ vermerkt, das im Hauptquartier des Ordens aufbewahrt wurde. Am selben Tag fand auch die Ritterinvestiturzeremonie statt.
In den jährlichen Pfingstversammlungen des Ordenskapitels in der großen Halle des Castel dell’Ovo in Neapel waren diejenigen anwesend, die den Knoten für glorreiche Waffenereignisse gelöst hatten und diejenigen, die ihn nach dem Besuch am Heiligen Grab wieder geknotet hatten. Einen Platz am Ehrentisch des Großmeisters zu haben, war das oberste Ziel eines jeden neuen Ritters und ein unwiderstehlicher Ansporn für neue Heldentaten.
Einem solchen Überschwang des individuellen Wertes entsprach andererseits eine völlige Verachtung für einen Ritter, der auch nur die kleinste Schuld begangen hatte. Der schuldige Ritter musste sich schwarzbekleidet mit einer roten Flamme an der Seite des Herzens und mit der gestickten Inschrift: „Fais esperance au Saint Esprit de ma grande honte amender“ (Ich schwöre dem Heiligen Geist, meine schwere Schuld zu heilen) zum Kapitelschwurgericht begeben. Er saß alleine in der Mitte des Raumes und niemand konnte mit ihm sprechen. Nur wenn der Großmeister und der Rat glaubten, dass er genug gesühnt hätte, konnte er in den Augen der anderen Ritter rehabilitiert werden.
Nach dem Tod eines Ritters mussten die Verwandten sein Schwert dem König und Großmeister Ludwig von Tarent während des Offertoriums des Trauergottesdienstes übergeben. Das Schwert wurde dann an den Wänden der Grabkapelle aufgehängt. Die Grabinschrift des Ritters des Ordens des Knotens, Colluccio Bozzuto, in der Kathedrale von Neapel lautet folgendermaßen:
„… qui fuit de Societate Nodi illustris Ludovici Regis Siciliae quem nodum in campali bello victoriose dissolvit, et dictum nodum religavit in Jerusalem, qui obiit…“
Der frühe Tod Ludwigs († 1362), der keine Nachkommenschaft hinterließ, ließ diesen Orden bald untergehen.